# Прилук (Верхнетоемский район)
Прилук — деревня в Верхнетоемском районе Архангельской области России. Находится в Верхнетоемском муниципальном округе, с 2004 по 2021 год входила в состав Верхнетоемского сельского поселения.

## География
Деревня находится в юго-восточной части Архангельской области, в подзоне средней тайги, в пределах северной окраины Восточно-Европейской равнины на правом берегу реки Северная Двина, на расстоянии примерно 1 километре (по прямой) к северо-западу от села Верхняя Тойма, административного центра округа.

### Часовой пояс
Прилук, как и вся Архангельская область, находится в часовой зоне МСК (московское время). Смещение применяемого времени относительно UTC составляет +3:00.

## Население
| 2002 | 2010 | 2012 |
| ---- | ---- | ---- |
| 157  | ↘123 | ↗124 |

### Национальный состав
Согласно результатам переписи 2002 года, в национальной структуре населения русские составляли 100 %.

## Археология
На правом берегу Северной Двины у деревни Прилук находится неолитическая Прилукская стоянка черноборской культуры (входит в черноборскую группу  раннего неолита с накольчатой керамикой). Учитывая культурную близость Прилукской стоянки поселениям Ревью I и Эньты I (ранний  комплекс) на Вычегде, её можно отнести к сезонным зимним поселениям. На  стоянке Прилукская (2 очага) могло проживать 8—16 человек. Представительная серия наконечников указывает  на  значительную  роль  охоты  в  хозяйстве обитателей Прилукской стоянки.